# Witów (powiat piotrkowski)
Witów – wieś w Polsce położona w województwie łódzkim, w powiecie piotrkowskim, w gminie Sulejów.
Wieś duchowna, własność klasztoru norbertanów w Witowie położona była w końcu XVI wieku w powiecie piotrkowskim województwa sieradzkiego.
W latach 1975–1998 miejscowość należała administracyjnie do województwa piotrkowskiego.
W pobliskiej wsi Witów-Kolonia znajduje się barokowy kościół pw. św. Małgorzaty i św. Augustyna, należący kiedyś do klasztoru norbertanów, założonego w późnym średniowieczu. Z opactwa pozostała jeszcze brama obronna, zmieniona w dzwonnicę oraz jedno skrzydło klasztoru, obecnie plebania. Inne zabytki to stara kuźnia oraz średniowieczna kapliczka.

## Zabytki

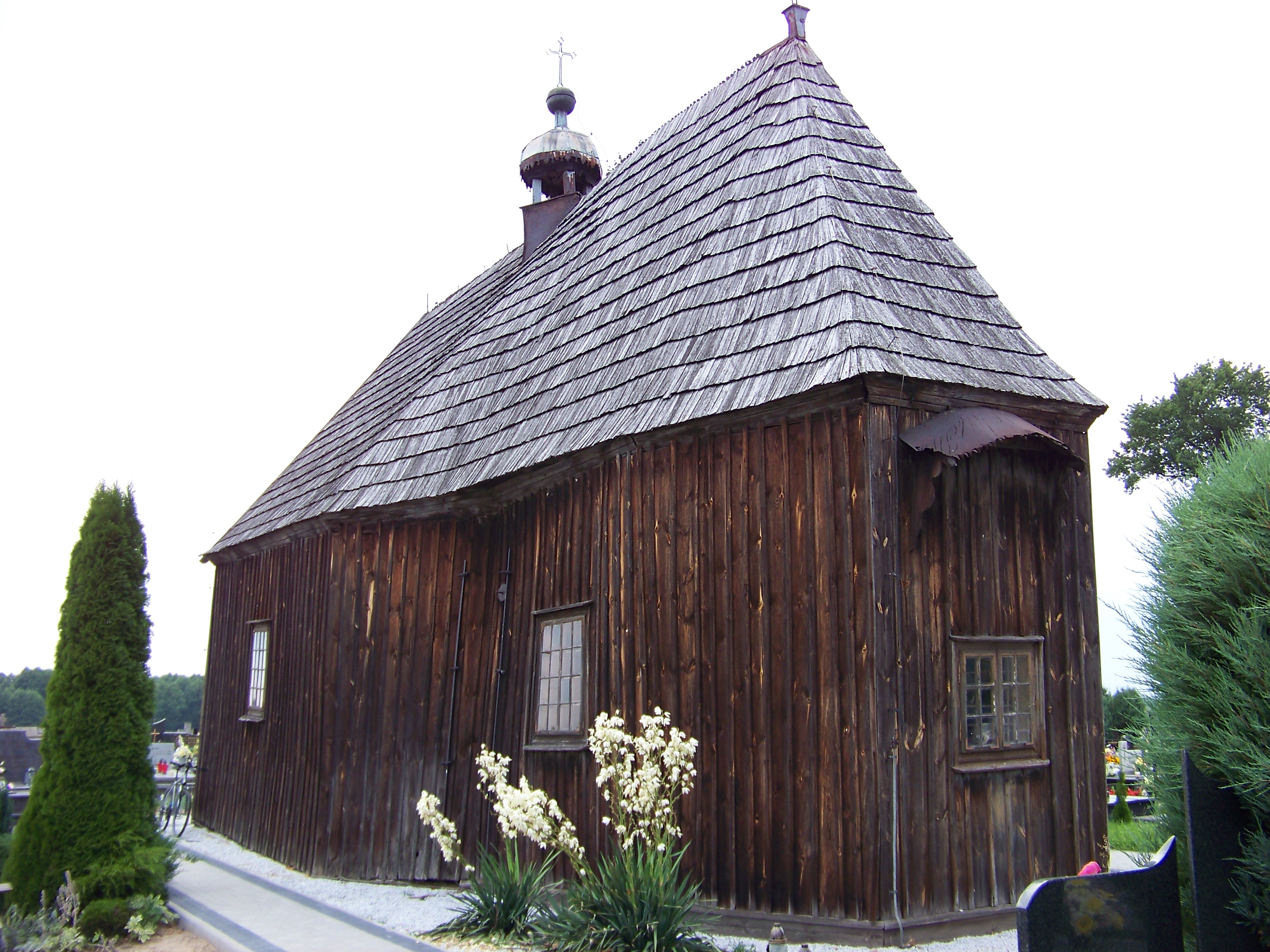
Kościół cmentarny św. Marcina
w Witowie

Według rejestru zabytków Narodowego Instytutu Dziedzictwa na listę zabytków wpisane są obiekty:
- kościół cmentarny pw. św. Marcina, drewniany, 1835, nr rej.: 187-IX-33 z 24.07.1948 oraz 194 z 28.09.1967
- zespół klasztorny norbertanów, 1 poł. XVIII w.:
  - kościół, obecnie parafialny pw. św. Małgorzaty, nr rej.: 163-IX-9 z 7.07.1948 oraz 192 z 28.09.1967
  - klasztor, obecnie plebania, nr rej.: 164-IX-10 z 7.07.1948 oraz 193 z 28.09.1967
  - wieża obronna (dzwonnica-brama), nr rej.: 167-IX-13 z 7.07.1948 oraz 54/195 z 28.09.1967
  - ogród (park), nr rej.: 327 z 31.08.1983
  - kuchnia, nr rej.: 359 z 8.01.1986
  - spichrz, nr rej.: 360 z 8.01.1986